# Rachitrema
Rachitrema là một chi ichthyosauria với rất ít thông tin được biết đến sống vào thời kỳ kỷ Trias tại nơi ngày nay là Pháp.